# Хохолковы-Ростовские
Хохолковы-Ростовские (Хохолковы, Брюхатые-Хохолковы) — угасший русский княжеский род, Рюриковичи, происходящие от Ростовских князей.
Род занесён в Бархатную книгу.

## Происхождение и история род
Родоначальник князь Иван Андреевич по прозванию "Брюхатый", по которому его потомки именовались первоначально — Брюхатовы. Князь Иван Андреевич имел двух сыновей, князей Андрея и Александра, оба по прозванию "Хохолек" (Хохолок), которые первоначально от прозвания их и отца именовались Брюхатые-Хохолковы. Княжеский род пошёл от князя Андрея Ивановича имевшего трёх сыновей, которые получили фамилию князей Хохолковы. И только в последствии, для отличия от других родов, их потомки стали именоваться Хохолковы-Ростовские.

## Известные представители
В связи с тем, что в Русской родословной книге А.Б. Лобанова-Ростовского множество неточностей, поколенная роспись представлена по родословной книге М.Г. Спиридова, которая соответствует поколенной росписи представленной в родословной книге М.А. Оболенского поданной в 1682 году в Палату родословных дел.
| №                                        | Имя, Отчество                        | № отца                               | Примечания |
| Поколенная роспись по М.Г. Спиридову     | Поколенная роспись по М.Г. Спиридову | Поколенная роспись по М.Г. Спиридову | Поколенная роспись по М.Г. Спиридову |
| ---------------------------------------- | ------------------------------------ | ------------------------------------ | --- |
| 1                                        | Иван Андреевич Брюхатый              |                                      | Родоначальник. |
| 2                                        | Андрей Иванович Хохолек              | 1                                    | Брюхатый-Хохолков, дворянин, участвовал в государевых Новгородских походах (1492 и 1495). |
| 3                                        | Александр Иванович Хохолек           | 1                                    | Брюхатый-Хохолков, бездетный, умер (до 1474), т.к. его дядьки продали за себя и за него свою отчину великому князь московскому. |
| 4                                        | Иван Андреевич Катырь                | 2                                    | Родоначальник князей Катыревы-Ростовские, воевода и боярин. |
| 5                                        | Юрий Андреевич                       | 2                                    | Воевода, наместник и боярин. |
| 6                                        | Александр Андреевич                  | 2                                    | Воевода, наместник и боярин. |
| 7                                        | Иван Александрович Буйнос            | 3                                    | Родоначальник княжеского рода Буйносовы-Ростовские. |
| 8                                        | Фёдор Александрович Горбатый         | 3                                    | Новгородский помещик Бежецкой пятины, бездетный. |
| 9                                        | Андрей Александрович                 | 3                                    | Второй воевода Большого полка сперва в Брянске, а потом в Почепе (1535). |
| 10                                       | Дмитрий Александрович                | 3                                    | Известен только из родословных книг. |
| 11                                       | Иван Юрьевич                         | 5                                    | Воевода и наместник. |
| 12                                       | Иван Дмитриевич                      | 10                                   | На свадьбе казанского царя Симеона и Кутузовой-Клеопиной был первым у места новобрачных. |
| 13                                       | Пётр Дмитриевич Большой              | 10                                   | Голова и воевода (1559-1560). |
| 14                                       | Пётр Дмитриевич Меньшой              | 10                                   | Новгородский дворянин, голова в Передовом полку боярина и князя Глинского (1559), голова в полку князя Мстиславского (1560). |
| 15                                       | Фёдор Иванович                       | 11                                   | Упоминается в синодике опальных Ивана Грозного, казнён (1568). |
|                                          | или Фёдор Андреевич                  | 2/11                                 | В Русской родословной книге А.Б. Лобанова-Ростовского они показаны сыновьями князя Андрея Ивановича Хохолок (№2) с пояснением: "все трое побиты" (непонятно погибли в бою или были казнены). В синодике опальных людей Ивана Грозного записано: "... князь Фёдор, да князь Осип, да князь Григорий Ивановы дети Хохолкова Ростовского", казнены в 1568 году. С большой долей вероятности можно утверждать, что это дети князя Ивана Юрьевича (№11), т.к. его сын князь Фёдор Иванович (№15) у того же А.Б. Лобанова-Ростовского упоминается в синодике опальных. |
| 16                                       | Осип Андреевич (Иванович)            | 2/11                                 | В Русской родословной книге А.Б. Лобанова-Ростовского они показаны сыновьями князя Андрея Ивановича Хохолок (№2) с пояснением: "все трое побиты" (непонятно погибли в бою или были казнены). В синодике опальных людей Ивана Грозного записано: "... князь Фёдор, да князь Осип, да князь Григорий Ивановы дети Хохолкова Ростовского", казнены в 1568 году. С большой долей вероятности можно утверждать, что это дети князя Ивана Юрьевича (№11), т.к. его сын князь Фёдор Иванович (№15) у того же А.Б. Лобанова-Ростовского упоминается в синодике опальных. |
| 17                                       | Григорий Андреевич (Иванович)        | 2/11                                 | В Русской родословной книге А.Б. Лобанова-Ростовского они показаны сыновьями князя Андрея Ивановича Хохолок (№2) с пояснением: "все трое побиты" (непонятно погибли в бою или были казнены). В синодике опальных людей Ивана Грозного записано: "... князь Фёдор, да князь Осип, да князь Григорий Ивановы дети Хохолкова Ростовского", казнены в 1568 году. С большой долей вероятности можно утверждать, что это дети князя Ивана Юрьевича (№11), т.к. его сын князь Фёдор Иванович (№15) у того же А.Б. Лобанова-Ростовского упоминается в синодике опальных. |
| Княжеский род Хохолковых-Ростовских угас |                                      |                                      | |

## Критика
А.Б. Лобанов-Ростовский в "Русской родословной книге" показывает князя Александра Ивановича (№ 3) родоначальником князей Буйносовых-Ростовских, что не верно, родоначальником является князь Иван Александрович (№7). В этом же источнике показано, что князь Александр Андреевич (№6) имел детей Фёдора, Андрея, Дмитрия и Ивана Александровичей, а по М.Г. Спиридову, М.А. Оболенскому и П.Н. Петрову он бездетный, и они являются детьми Александра Ивановича (№3).
В "Истории родов русского дворянства" П.Н. Петрова показан ещё князь Дмитрий Юрьевич, сын князя Юрия Андреевича (№5), у которого был сын не указанный в родословных книгах князь — Андрей Дмитриевич, женат на Варваре, которая постриглась в монашки (вероятно после смерти мужа) и погребена в Троице-Сергиевом монастыре (ум. 1594). Если данное утверждение верно, то гипотетически упомянутые в синодике опальных князья Фёдор, Осип и Иван могли быть его детьми, но на день казни им было бы более 74 лет, что для того времени очень внушительная дата, тем более сразу для трёх сыновей, которые в таком возрасте не могли иметь какого либо влияния или угрозы при дворе Ивана Грозного.